# Alessio Allegria
Alessio Allegria  (Genk, 28 juni 1995) is een Belgisch-Italiaans voetballer die als spits voor Lierse Kempenzonen speelt.

## Clubcarrière

##### Jeugd
Allegria begon zijn spelerscarrière in de jeugd van Lommel SK. Hierna ging hij naar KVC Westerlo, waar hij alle jeugdelftallen doorliep. Uiteindelijk belandde hij bij Zulte Waregem waar hij, door sterke concurrentie voor zijn positie, geen enkele wedstrijd kon spelen in het eerste elftal. 

##### Patro Eisden
In het seizoen 2014/15 maakte Allegria de overstap naar Patro Eisden Maasmechelen, dat net gepromoveerd was naar de Tweede klasse. Bij Patro speelde Allegria best veel voor een 19-jarige, hij geraakte dat seizoen aan 27 wedstrijden waarin hij 5 maal wist te scoren. Patro eindigde dat seizoen 16de, 7 punten van de degradatiestreep.

##### Verbroedering Geel
In het seizoen 2015/16 speelde Allegria voor ASV Geel dat eveneens uitkwam in de Tweede klasse. Bij Geel was hij een vaste titularis, hij speelde 32 wedstrijden waarin hij 10 keer wist te scoren, goede cijfers voor een 20 jaar oud talent. Tweede klasse werd hervormd in dat seizoen waardoor de clubs die tussen de 8ste en de laatste plek eindigde degradeerde naar de nieuwe competitie genaamd Eerste klasse amateurs, Geel eindigde 13de, 19 punten van een plek in Eerste klasse B

##### RFC Seraing
Seraing eindgide tijdens 2015/16 11de, 6 punten van een plek in Eerste klasse B. Hierdoor moest men alsnog aantreden in Eerste klasse amateurs. Bij Seraing speelde hij niet al te veel, hij kwam maar aan 10 wedstrijden waarin hij 1 maal wist te scoren. Seraing eindigde in 2016/17 7de, Allegria vertrok echter in februari al naar Sjachtjor Karaganda.

##### Sjachtjor Karaganda
Op 22 februari tekende Allegria voor Sjachtjor Karaganda, dit was een buitenkans voor een speler als Allegria, hij ging hier bijna 7 maal zo veel verdienen dan dat hij bij Seraing verdiende. In 2013/14 had Sjachtjor nog de groepsfase van de UEFA Europa League gehaald. Sindsdien was men geleidelijk een middenmoter geworden. Uiteindelijk speelde hij 1 maal in 12 wedstrijden. Na 6 maanden vertrok hij weer uit Kazachstan, hij zat in de eerste 15 wedstrijden van het seizoen altijd in de selectie, er kwamen echter veel nieuwe spelers bij tijdens de zomertransferperiode. Ook werd de trainer die hem er zo graag bij wou hebben in de ploeg ontslagen waardoor hij niet meer in actie kwam, hij vertrok bijna 3 maanden na zijn laatste wedstrijd. 

#### Terug naar Patro
Na zijn avontuur in Kazachstan keerde hij terug naar Limburg, Maasmechelen om precies te zijn. Allegria speelde in 2 jaar 62 wedstrijden waarin hij 27 maal wist te scoren, hij kon echter Patro niet weerhouden van de degradatie naar Tweede klasse amateurs, na de degradatie zat men in grote finnanciële problemen, rond kerstmis nam Azimi de club over. Nu de spelers weer betaald werden kon men zonder zorgen verder voetballen, dit was ook aan de resultaten te zien. Patro stak Sporting Hassemt voorbij in de strijd naar de titel. Dit kwam mede dankzij de doelpunten van Allegria. Allegria werd derde in de topschutterstand achter Jelle van Kruijssen (22 doelpunten) en Antonio Muñoz Herrera (28 doelpunten) met 21 doelpunten. Zijn dichtstbijzijnde concurrent was Freddy Mombongo-Dues met 16 doelpunten.

##### Thes Sport & Lierse
Na zijn topseizoen bij Patro vertrok Allegria naar de andere kant van Limburg, Tessenderlo om precies te zijn. Thes was het seizoen ervoor kampioen geworden in de reguliere competitie maar had geen proflicentie. Allegria speelde in een half jaar tijd 14 wedstrijden waarin hij 3 maal scoorde. Geen al te imponerende cijfers. Hij werd in de tweede seizoenshelft uitgeleend aan titelfavoriet Lierse Kempenzonen, dat gek genoeg in de buurt van de degradatiezone verkeerde. Hij kon ook daar niet imponeren in zijn eerste wedstrijden.

## Internationaal
Allegria speelde acht wedstrijden bij België onder de 18, waarin hij in totaal twee keer scoorde. 

## Statistieken
| Seizoen         | Club                      | Competitie             | Competitie | Competitie | Play-offs | Play-offs | Beker | Beker | Totaal | Totaal |
| Seizoen         | Club                      | Competitie             | Wed.       | Dlp.       | Wed.      | Dlp.      | Wed.  | Dlp.  | Wed.   | Dlp.   |
| --------------- | ------------------------- | ---------------------- | ---------- | ---------- | --------- | --------- | ----- | ----- | ------ | ------ |
| 2014/15         | Patro Eisden Maasmechelen | Tweede Klasse          | 27         | 5          | nvt       | nvt       | 0     | 0     | 27     | 5      |
| 2015/16         | ASV Geel                  | Tweede Klasse          | 31         | 9          | nvt       | nvt       | 1     | 1     | 32     | 10     |
| 2016/17         | RFC Seraing               | Eerste klasse amateurs | 10         | 1          | nvt       | nvt       | 0     | 0     | 10     | 1      |
| 2017            | Sjachtjor Karaganda       | Premjer-Liga           | 12         | 1          | nvt       | nvt       | 0     | 0     | 12     | 1      |
| 2017/18         | Patro Eisden Maasmechelen | Eerste klasse amateurs | 30         | 6          | nvt       | nvt       | 0     | 0     | 30     | 6      |
| 2018/19         | Patro Eisden Maasmechelen | Tweede klasse amateurs | 30         | 21         | nvt       | nvt       | 2     | 0     | 32     | 21     |
| 2019/20         | Thes Sport                | Eerste klasse amateurs | 14         | 3          | nvt       | nvt       | 0     | 0     | 14     | 3      |
| 2019/20         | Lierse Kempenzonen        | Eerste klasse amateurs | 2          | 0          | nvt       | nvt       | 0     | 0     | 2      | 0      |
| Carrière totaal | Carrière totaal           | Carrière totaal        | 156        | 46         | 0         | 0         | 3     | 1     | 159    | 47     |

bijgewerkt tot 17 januari 2020